# Sainte-Gemme-Martaillac
 Sainte-Gemme-Martaillac  es una población y comuna francesa, en la región de Aquitania, departamento de Lot y Garona, en el distrito de Marmande y cantón de Bouglon.
Fue constituida en 1879, a partir de Labastide-Castel-Amouroux.

## Demografía
| 342 | 359 | 292 | 280 | 308 | 279 |
| Para los censos de 1962 a 1999 la población legal corresponde a la población sin duplicidades (Fuente: INSEE [Consultar]) |     |     |     |     |     |